# Sidu, Guangdong
Sidu är en köping i sydöstra Kina. Den ligger i Longchuan härad i staden Heyuan i provinsen Guangdong, omkring 240 kilometer nordost om provinshuvudstaden Guangzhou. Antalet invånare är 13 240. Befolkningen består av 6 706 kvinnor och 6 534 män. Barn under 15 år utgör 25,0 %, vuxna 15-64 år 61 %, och äldre över 65 år 13,0 %.